# HD Radio

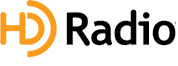
Offizielles HD-Radio Logo

HD Radio ist ein proprietäres, digitales Radiosystem, das ergänzend zu Digital Audio Broadcasting (DAB) in den USA entwickelt wurde. In Nordamerika ist das System mittlerweile Standard bei UKW- und Mittelwellensendern in den Vereinigten Staaten.

## Entwicklung und Technik

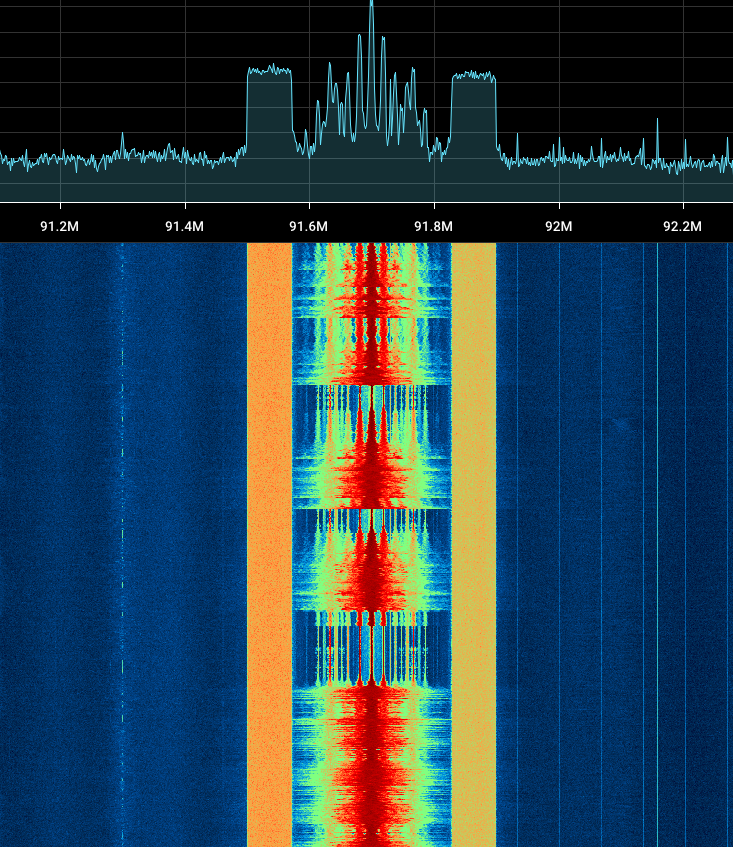
Stereo-UKW Signal mit digitalen IBOC-Sidebands

Der inoffizielle, technische Name für HD Radio lautet: IBOC für „In-band-on-channel“ wobei NRSC-5 der Name des dazugehörigen Standards ist. Entwickelt wurde der Standard vom Unternehmen iBiquity, das für diesen Zweck gegründet wurde. Ein Merkmal von HD Radio liegt darin, dass es im Gegensatz zu DAB nicht nur rein digital funktioniert, sondern auch als Hybridsystem gleichzeitig mit dem analogen Mittelwellen- und UKW-Rundfunk betrieben werden kann. Dadurch steigt allerdings der Frequenzbedarf und es könnte zu Störungen von Nachbarkanälen kommen. In Europa ist auf Ultrakurzwelle (UKW) ein Kanalraster von 100 kHz üblich, während es in den USA 200 kHz sind.
Wenn HD Radio auf 107,9 MHz gesendet wird, liegt das obere digitale Seitenband im Flugfunkbereich, was eigentlich gegen Artikel 4.4 bzw. 4.5 des Weltfunkvertrags verstoßen würde. Ebenso liegt bei 88,1 MHz das untere digitale Seitenband im NTSC/ATSC-Fernsehkanal 6.

## Mittelwelle
Durch eine Technik der Replikation und Frequenzbanderweiterung mittels HDC+SBR-Codecs ist es möglich auch auf Mittelwelle Töne bis 15.000 Hz zu übertragen. Dadurch wird die Übertragung von Daten mit 40 oder 60 kbit/s mittels eines AM-Signals möglich. Die meisten HD-Mittelwellenstationen verwenden einen robusteren 40-kbit/s-Übertragungsmodus, der Redundanzen aufweist.
Der größere Frequenzumfang im Hybridmodus führt zu einem größeren Frequenzbedarf der Sender und teilweise zu Störungen auf den Nachbarkanälen. Die erste formale Beschwerde gab es vom US-Sender WYSL in Avon, New York (25 kW auf 1040 kHz) über Beeinträchtigungen durch WBZ in Boston (50 kW Clear-Channel auf 1030 kHz).

## Verbreitung

### Deutschland
In Deutschland wird das System zugunsten von DAB bzw. DAB+ nicht vermarktet. Eine flächendeckende Einführung von DAB wurde mehrfach verschoben.
2007 führten der badische Privatsender Radio Regenbogen und der Netzbetreiber Media and Broadcast von T-Systems den bundesweit ersten Feldversuch mit dem HD-Radio-Standard durch. Der Dienst wurde auf die Frequenz von Radio Regenbogen 102,8 MHz aufgeschaltet und zusätzlich die Spartenkanäle Regenbogen Gold sowie Regenbogen Comedy übertragen. Der Dienst wurde mittlerweile wieder eingestellt.

### Nordamerika
In den USA und Kanada ist HD Radio mittlerweile Standard. Die rund 21.000 Radiosender in den USA senden nun fast alle – egal ob UKW- oder MW-Sender – in dem Format. Viele haben durch die Möglichkeit des Simulcast auf den HD-Kanälen ihr Programm in mehrere Sub-Programme gesplittet. In Mexiko ist HD Radio ebenfalls weit verbreitet.

### Philippinen
Der erste Sender begann mit der Ausstrahlung des Programmes in HD Radio im November 2005. Bis 2018 stieg die Anzahl der Sender auf insgesamt 18 in den drei größten Städten Manila, Cebu und Davao.

### Schweiz
Seit Mai 2006 erteilten das BAKOM in der Schweiz die Genehmigung für einen HD-Radio Feldversuch, um die Tauglichkeit für die europäischen Verhältnisse zu testen. Schweizer Privatradios trieben die Initiative voran. Die geplante Inbetriebnahme zum 1. September 2010 wurde allerdings auf unbestimmte Zeit verschoben. Radio Argovia, Radio Basel, Capital FM, Radio 24 und Radio Sunshine wollten ein HD-Radio Angebot ausstrahlen.  Derzeit sendet kein Sender in der Schweiz in HD-Radio (Stand 2019).
Zwischenzeitlich wurde ein vollständiger Umstieg vom analogen UKW-Betrieb auf DAB+ beschlossen, der bereits weit fortgeschritten ist. Das Ziel ist bis spätestens Ende 2024 die UKW-Verbreitung vollständig einzustellen bzw. zu migrieren, die 2019 zuletzt ausgelaufenen UKW-Funkkonzessionen wurden von dem BAKOM daher nur bis 2024 verlängert.

### Rumänien
Seit August 2012 werden mehrere Programme der SBS Broadcasting Group in Bukarest auf der Frequenz 100,6 MHz in HD Radio ausgestrahlt.